# Podré Tornar Enrere. El Tribut a Sopa de Cabra
Podré Tornar Enrere. El Tribut a Sopa de Cabra és un disc de 15 versions de Sopa de Cabra, a més d'un tema propi, publicat el 2006 per Música Global sota la direcció artística del periodista musical Pep Blay i editat en commemoració del cinquè aniversari de la dissolució del grup. El CD inclou 15 versions fetes expressament amb motiu del disc per grups d'àmbit català i estatal.
El disc rep el nom d'una de les cançons més conegudes de Sopa de Cabra, i compta amb la participació d'Amaral, Sidonie, Gossos, Pereza, Pastora, Lax'n'Busto, Sabor de Gràcia, Ojos de Brujo, La Troba Kung-Fú, Gertrudis, Beth, Bunbury, Ken Zazpi, Casa Rusa, Roger Mas, Jofre Bardagí, Pedro Javier Hermosilla i Shuarma (exElefantes), a més dels mateixos Sopa de Cabra.
Sopa de Cabra van tornar a gravar junts per primer cop des de la seva dissolució per enregistrar "Seguirem somniant", el tema que tanca el disc, una cançó en homenatge al desaparegut exguitarrista del grup Joan "Ninyín" Cardona, amb música de Josep Thió i lletra de Gerard Quintana.

## Cançons
1. Camins - Amaral
2. El far del Sud - Sidonie
3. Sota una estrella - Gossos
4. El sexo (que me hace feliz) - Pereza
5. Quan es faci fosc - Pastora
6. Els teus somnis - Lax'n'Busto
7. L'Empordà - Sabor de Gràcia amb La Troba Kung-Fú, Ojos de Brujo i Gertrudis
8. Podré tornar enrere - Beth
9. Vida (adaptació de "Viure") - Bunbury
10. Instants del temps - Ken Zazpi
11. Si et va bé - Casa Rusa
12. Hores bruixes - Roger Mas
13. Per no dir res - Jofre Bardagí
14. El boig de la ciutat - Pedro Javier Hermosilla
15. Si et quedes amb mi - Shuarma
16. Seguirem somniant - Sopa de Cabra